# Maxi Salas
Maximiliano Nahuel Salas (Curuzú Cuatiá, 1 de diciembre de 1997) es un futbolista argentino que se desempeña como delantero en el Club Atlético River Plate de la Primera División de Argentina.
Debutó en 2016 con Club Atlético All Boys, en la Primera B Nacional de Argentina. Posteriormente, tuvo un paso por O'Higgins de la Primera División de Chile, el cual compro su pase y en la misma semana lo vendieron al Necaxa de la Liga MX. 
Más tarde regresó al fútbol chileno para jugar en Palestino, donde fue dirigido por Gustavo Costas
Fue precisamente su técnico quien lo incorporó al Racing Club de la Primera División de Argentina en 2024, donde se asentó como ladero de Maravilla Martínez. Durante su etapa en la institución se consagró campeón de la Copa Sudamericana 2024 y de la Recopa Sudamericana 2025.

## Trayectoria

### Infancia e inferiores
Sus inicios en el fútbol los hace en el Club Victoria de Curuzú Cuatiá (Corrientes) a los 4 años. Con su categoría 1997 este club inicia un proceso de formación de futbolistas siendo Maximiliano el primero en llegar a firmar contrato profesional. El técnico del club lo hace debutar en primera con solo 13 años demostrando a esa edad ya su potencia física. En el año 2011 Diego Mazzilli, captador de Boca Juniors, lo seleccionó en una prueba en su Club Victoria para luego traerlo a un selectivo, donde no pudo concretarse el fichaje. Luego su club de origen lo lleva a Argentinos Juniors a realizar una prueba donde queda y participa durante gran parte del año 2012 en las competencias de AFA.[cita requerida]

### All Boys
En el año 2012 llegó a la Casa Héctor Bertoni y rápidamente se destaca durante los años 2013 al 2015 en las inferiores. En el año 2016 fue promovido al plantel profesional y firmó su primer vínculo con la institución.
Debutó en la fecha 1 del campeonato de Primera B Nacional 2016, frente a Chacarita Juniors, con José Santos Romero como Entrenador.
Convirtió su primer gol en la fecha 6 frente a Central Córdoba de Santiago del Estero en el último minuto, gracias a este tanto All Boys obtuvo su primer triunfo de visitante en el Torneo.

### O'Higgins
Al finalizar el Campeonato de Primera B Nacional 2017-18, el jugador fue fichado por el club O'Higgins de la Primera División de Chile en calidad de préstamo por un año con una opción de compra por su pase.

### Necaxa
Llega al club Mexicano Necaxa, el día 4 de julio de 2019, como compra definitiva de O'Higgins. Con una rápida adaptación llega a encabezar la lista de goleadores de la liga mexicana no pudiendo repetir por falta de continuidad en el siguiente torneo.

### Palestino
En junio de 2022, el futbolista es anunciado en Palestino de la primera división de Chile, hasta finalizar la temporada con una opción de compra.En noviembre de 2022, el club árabe anuncia la extensión del vinculo con el jugador por toda la temporada 2023.Su gran nivel en el juego colectivo y buen promedio de gol (18 goles) y asistencias lo lleva a ser requerido por varios clubes de Argentina y Brasil, optando por Racing Club debido a la confianza en el entrenador Costas.

### Racing Club

#### Temporada 2024
En diciembre de 2023, el futbolista es anunciado como incorporación del Racing Club de la Primera División de Argentina.Debutó el 27 de enero de 2024 contra Unión, partido que terminó 1-0 a favor del equipo santafesino en el Cilindro de Avellaneda. En abril de 2024, el club anuncia la adquisición del pase del jugador.
Convirtió su primer gol en la Copa Sudamericana, en un partido que terminó 3-0 entre Racing y Bragantino de Brasil, por la fase de grupos del certamen. En dicho certamen, volvió a anotar en la goleada 3-0 contra Sportivo Luqueño de Paraguay por la misma fase. Sin embargo, su anotación más recordada en el torneo se produjo por las semifinales, el 24 de octubre, contra Corinthians de Brasil en el Neo Química Arena. En el mencionado encuentro, que terminó 2-2, abrió el marcador con un zapatazo desde afuera del área. Se consagró campeón del certamen el 23 de noviembre, luego de vencer a Cruzeiro de Brasil en la final. Fue figura de este partido, siendo asistente del gol que convirtió su compañero Maravilla Martínez contra la Raposa. Así mismo, fue incluido en el equipo ideal de la Copa Sudamericana.
Sus otras anotaciones las hizo en la Liga Profesional 2024. La primera fue ante Tigre, en el estadio José Dellagiovanna de Victoria, para sentenciar contribuir en la goleada 4-0 de la Academia. La segunda la realizó contra Defensa y Justicia, en el Cilindro de Avellaneda, para sentenciar el resultado 4-3 a favor del equipo albiceleste. La última en la temporada fue ante River Plate, en el Cilindro de Avellaneda, marcando la victoria 1-0 de Racing Club en el clásico.

#### Temporada 2025
En la temporada 2025, formó parte del plantel que se consagró campeón de la Recopa Sudamericana tras vencer en la final a Botafogo. En el partido de ida, disputado en Avellaneda, tuvo una actuación destacada: asistió a su compañero de delantera, Maravilla Martínez, quien marcó un gol mediante una definición por encima del arquero brasileño John.
Durante los encuentros posteriores recibió algunas críticas por su rendimiento, aunque volvió a destacarse en el debut de Racing en la fase de grupos de la Copa Libertadores 2025. En dicho encuentro, disputado ante Fortaleza, de Brasil, en el Estadio Castelão, convirtió uno de los goles en la victoria por 3-0 del conjunto argentino.
Más adelante, en un partido correspondiente al Torneo Apertura frente a Defensa y Justicia, jugado en la ciudad de Florencio Varela, ingresó desde el banco de suplentes y fue determinante en la remontada. Marcó el gol del empate con una jugada individual y posteriormente asistió a Gastón Martirena, quien anotó el tanto que selló el resultado, contribuyendo así a la clasificación de Racing a los play-offs.
En junio de 2025 fue objeto de un fuerte interés por parte de River Plate, dirigido Marcelo Gallardo. Salas se encontraba inactivo desde mediados de mayo debido a un desgarro en el recto anterior de la pierna izquierda, que lo marginó del tramo final del semestre, incluida la Copa Libertadores. Pese a su lesión, River Plate inició gestiones para incorporarlo y evaluó ejecutar la cláusula de rescisión de 8 millones de dólares. La operación generó repercusión, ya que él tenía acordada una renovación con Racing que incluía una mejora salarial y el aumento de la cláusula a 15 millones de dólares. Sin embargo, tras un contacto directo con Gallardo, el jugador decidió no firmar el nuevo contrato y expresó su deseo de jugar en River Plate, lo que provocó malestar en la dirigencia y el cuerpo técnico de Racing.
Mantuvo una conversación con el entrenador Gustavo Costas, a quien le manifestó que consideraba la propuesta del «equipo millonario» como «la oportunidad de su vida». Aunque no se opuso públicamente, Costas expresó su disgusto puertas adentro. Posteriormente, el club convocó una reunión encabezada por el director deportivo Sebastián Saja, en un intento por revertir la situación, sin éxito.
Salas jugó su último partido en el club el 28 de junio de 2025, siendo un amistoso contra Olimpia de Paraguay. A partir de su salida, se ganó el repudio generalizado de la hinchada de Racing, la cual insultó al jugador por las redes socisles y colgó pasacalles en Avellaneda. Posteriormente, el futbolista declararía: «Nunca me quisieron aumentar un solo peso y para mí eso también fue una desilusión, utilizando la misma palabra que el Presidente de Racing (Diego Milito) calificando la situación».

### River Plate
El 11 de julio de 2025 se confirmó su llegada al Club Atlético River Plate a cambio de 9.5 millones de dólares. Fue presentado en el Estadio Monumental y se le asignó la camiseta número 7. Salas marcó su primer gol con River Plate en su partido debut frente a Platense. El delantero anotó el segundo gol de su equipo que terminó ganando el encuentro por 3 a 1.

## Estadísticas

### Clubes
| Club | Div.          | Temporada     | Liga  | Liga  | Copas Nacionales(1) | Copas Nacionales(1) | Torneos Internacionales(2) | Torneos Internacionales(2) | Total | Total |
| Club | Div.          | Temporada     | Part. | Goles | Part.               | Goles               | Part.                      | Goles                      | Part. | Goles |
| --- | ------------- | ------------- | ----- | ----- | ------------------- | ------------------- | -------------------------- | -------------------------- | ----- | ----- |
| C. A. All Boys Argentina | 2.ª           | 2016          | 18    | 1     | —                   | —                   | —                          | —                          | 18    | 1     |
| C. A. All Boys Argentina | 2.ª           | 2016-17       | 33    | 7     | 1                   | 1                   | —                          | —                          | 34    | 8     |
| C. A. All Boys Argentina | 2.ª           | 2017-18       | 23    | 4     | —                   | —                   | —                          | —                          | 23    | 4     |
| C. A. All Boys Argentina | Total         | Total         | 74    | 12    | 1                   | 1                   | 0                          | 0                          | 75    | 13    |
| C. D. O'Higgins · Chile | 1.ª           | 2018          | 15    | 4     | —                   | —                   | —                          | —                          | 15    | 4     |
| C. D. O'Higgins · Chile | 1.ª           | 2019          | 14    | 6     | 2                   | 1                   | —                          | —                          | 15    | 7     |
| C. D. O'Higgins · Chile | Total         | Total         | 29    | 10    | 2                   | 1                   | 0                          | 0                          | 31    | 11    |
| Club Necaxa · México | 1.ª           | 2019-20       | 30    | 8     | 2                   | 0                   | —                          | —                          | 32    | 8     |
| Club Necaxa · México | 1.ª           | 2020-21       | 32    | 2     | —                   | —                   | —                          | —                          | 32    | 2     |
| Club Necaxa · México | 1.ª           | 2021-22       | 23    | 2     | —                   | —                   | —                          | —                          | 23    | 2     |
| Club Necaxa · México | Total         | Total         | 85    | 12    | 2                   | 0                   | 0                          | 0                          | 87    | 12    |
| C. D. Palestino · Chile | 1.ª           | 2022          | 12    | 7     | 2                   | 0                   | —                          | —                          | 14    | 7     |
| C. D. Palestino · Chile | 1.ª           | 2023          | 25    | 8     | 3                   | 3                   | 5                          | 0                          | 33    | 11    |
| C. D. Palestino · Chile | Total         | Total         | 37    | 15    | 5                   | 3                   | 5                          | 0                          | 47    | 18    |
| Racing Club Argentina | 1.ª           | 2024          | 24    | 4     | 16                  | 3                   | 11                         | 3                          | 51    | 10    |
| Racing Club Argentina | 1.ª           | 2025          | 17    | 1     | 1                   | 1                   | 7                          | 1                          | 25    | 3     |
| Racing Club Argentina | Total         | Total         | 41    | 5     | 17                  | 4                   | 18                         | 4                          | 76    | 13    |
| Racing Club Argentina | 1.ª           | 2025          | 3     | 1     | 0                   | 0                   | 0                          | 0                          | 3     | 1     |
| Racing Club Argentina | Total         | Total         | 3     | 1     | 0                   | 0                   | 0                          | 0                          | 3     | 1     |
| Total carrera | Total carrera | Total carrera | 269   | 55    | 27                  | 9                   | 23                         | 4                          | 319   | 68    |
| (1) Las copas nacionales se refiere a la Copa Argentina, Copa Chile, Copa México y Copa de la Liga Profesional. (2) Las copas internacionales se refiere a la Copa Libertadores y Copa Sudamericana. |               |               |       |       |                     |                     |                            |                            |       |       |

## Palmarés

### Títulos internacionales
| Título              | Equipo      | Sede           | Año  |
| ------------------- | ----------- | -------------- | ---- |
| Copa Sudamericana   | Racing Club | Asunción       | 2024 |
| Recopa Sudamericana | Racing Club | Río de Janeiro | 2025 |

### Distinciones individuales
| Distinción                                       | Año  |
| ------------------------------------------------ | ---- |
| Miembro del Equipo Ideal de la Copa Sudamericana | 2024 |